# Bombningen av Domodedovo internationella flygplats 2011
Bombningen av Domodedovos internationella flygplats var ett sprängattentat som utfördes den 24 januari 2011 på Domodedovos internationella flygplats, 40 km utanför Moskva i Ryssland. Sprängattentatet dödade åtminstone 31 människor och sårade ytterligare 130.
Detonationen ägde enligt uppgift rum i bagagehämtningsområdet i flygterminalen. BBC NEWS och Reuters rapporterade den 24 januari 2011 att attentatet genomförts av en självmordsbombare. Ryska nyhetsbyrån Interfax rapporterade att explosionen orsakades av en bomb bestående av sju kg trotyl och att polisen söker efter tre manliga misstänkta.